# Federatie van Partijen van het Mexicaanse Volk
De Federatie van Partijen van het Mexicaanse Volk (Spaans: Federación de Partidos del Pueblo Mexicano, FPPM) was een Mexicaanse politieke partij.
De partij werd opgericht in 1945 door Genovevo de la O. De FPPM kreeg vooral steun van intellectuelen en militairen die gedesillusioneerd waren met het beleid van de Institutioneel Revolutionaire Partij (PRI), en die van mening waren dat de PRI de idealen van de Mexicaanse Revolutie niet meer verdedigden. Prominente leden van de FPPM waren Miguel Henríquez Guzmán, Marcelino García Barragán, Francisco J. Múgica en Rubén Jaramillo. Ook had de beweging de steun van voormalig president Lázaro Cárdenas. In 1952 was Henríquez Guzmán de FPPM-kandidaat voor de presidentsverkiezingen. Hij claimde de overwinning, maar volgens de officiële uitslag had PRI-kandidaat Adolfo Ruiz Cortines de verkiezingen gewonnen. Een demonstratie van FPPM-aanhangers werd hardhandig uiteengeslagen.
Nadat de partij er in 1954 van werd beschuldigd een aanval te hebben gepleegd op een barak in Ciudad Delicias werd de partij verboden. De FPPM was de laatste keer tot 1988 in de Mexicaanse geschiedenis dat prominenten zich van de "Revolutionaire familie" hadden afgescheiden.
PAN · PRI · PVEM · PT · MC · Morena